# Устиново (Кимрский район)
Усти́ново — деревня в Тверской области России. Входит в Кимрский муниципальный округ.

## География
Находится в 24 километрах к северу от города Кимры на реке Малая Пудица.

## История
В конце XIX — начале XX века деревни Устиново входила в состав Суворовской волости Корчевского уезда, центр волости деревня Суворово ныне составляет восточную часть Устинова. В 1887 году в деревне было 13 дворов, постоялый двор, мелочная лавка; в соседней деревне Суворово - земская школа, промыслы: сапожный, плотничий. 
С 1929 года деревня являлась центром Устиновского сельсовета Кимрского района Кимрского округа Московской области, с 1935 года — в составе Калининской области, с 1994 года — центр Устиновского сельского округа.
С 2005 до 2022 года деревня являлась административным центром Устиновского сельского поселения в Кимрском районе.
До 2016 года в деревне работала Устиновская основная общеобразовательная школа имени академика А.Н. Туполева (ныне — Центр патриотического воспитания имени А.Н. Туполева).

## Население
| 1859 | 1887 | 1920 | 1997 | 2002 | 2010 |
| ---- | ---- | ---- | ---- | ---- | ---- |
| 82   | ↘73  | ↗102 | ↗249 | ↗270 | ↘227 |

## Инфраструктура
- МДОУ детский сад № 18 «Колокольчик»
- Устиновский ЦКиД
- Библиотека (Устиновский сельский филиал)
- Устиновский ФАП